# José María Pemán
Pemán y Pemartín est un nom espagnol. Le premier nom de famille, en général paternel, est Pemán ; le second, en général maternel, souvent omis, est Pemartín.
Pour les articles homonymes, voir Pémartin.
José María Pemán y Pemartin, né à Cadix le 8 mai 1897 et mort dans la même ville le 19 juillet 1981, est un écrivain et homme politique espagnol traditionaliste.